# Тао Хунцзин
Тао Хунцзин (陶弘景, 456 — 536) — патріарх даоської школи Шанцін, вчений-натураліст, алхімік та лікар часів династій Південна Ці та Лян.

## Життєпис
Народився у 456 році у м. Дан'ян (сучасна провінція Цзянсу). Походив зі знатного роду. У 580—590-х роках займав низку посад в адміністративному апараті династії Південна Ці (479–501), водночас проходячи навчання у даоських наставників. Пройшов даоську ініціацію у 485 році. 492 року пішов зі служби та поселився в горах Маошань — культовому центрі школи Шанцін, ставши її патріархом. З 2-й пол. 590-х років розпочав алхімічні заняття з метою отримати еліксир безсмертя. Після падіння династії Південна Ці та приходу до влади династії Лян у 502 році став придворним і медиком її засновника — Лян У-ді. Антідаоські заходи, прийняті У-ді на початку VI ст., не торкнулися ні Тао Хунцзина, ні школи Шанцін. Існує легенда, що він зумів перетворитися на «безсмертного».

## Наукова діяльність
Тао Хунцзин — один з творців збірки даоських канонічних текстів «Дао Цзан». Він автор канонічних творів школи Шанцін, в яких сформульовані її основні доктрини — «Чжень гао» («Речі скоєних») і «Ден чжень інь цзюе» («Приховані інструкції сходження до досконалості»). Окрім того, написав низку трактатів, де викладалися космогонічні уявлення школи, описується її пантеон, окультна практика і способи приготування еліксирів безсмертя, твори з фармакології та медицини, коментарів до стародавнього фармакологічного пам'ятника «Шень-нун бень цаоцзи» («Канон трав божественного хлібороба») під назвою «Бень Цао цзин цзи чжу» («Канон коренів і трав» зі збіркою коментарів"). До даних в «Шень-нун бень цао цзине» описам 365 ліків Тао Хунцзин додав ще 365. Його класифікація ліків була новаторською. Він розділив ліки на шість великих категорій за походженням (трави, злаки, дерева, продукти саду, тваринного і мінерального походження) і зберегя три традиційних класу «Шень-нун бень цао цзин» як підрозділи в межах кожної з них. При подальшій градації виділив ліки, які використовуються у фармакології та ті, що вже не використовуються, а «мають тільки назви». Також розглянув проблеми видобутку сировини для ліків, географічне поширення лікувальних мінералів і рослин, зміни їх кількості та інше. У коментарях Тао Хунцзин часті посилання на даоські «Канони безсмертних» і алхімічні методи. Від «Бень Цао цзин цзи чжу» нічого не збереглося, за винятком передмови рукопису, знайденого в Дуньхуані, і цитат в різних творах, за якими цей трактат був частково відновлений.
Ще одна книга Тао Хунцзин «Мін і бе лу» («Неофіційні записки іменитих лікарів», 510 рік) багато століть була важливим керівництвом для китайських медиків. У ній також приділено увагу походженню лікувальних речовин, зокрема, зазначено, що бурштин — це затверділа смола ялини, яка пролежала в землі тисячі років і в яку колись потрапили видимі в ній комахи. Тао Хунцзин писав, що можна зробити штучний бурштин, нагріваючи суміш з чорної ікри і вмісту курячого яйця.